# Nałęcze (województwo zachodniopomorskie)
Nałęcze – osada w Polsce położona w województwie zachodniopomorskim, w powiecie wałeckim, w gminie Człopa. Miejscowość wchodzi w skład sołectwa Bukowo.
W latach 1975–1998 miejscowość należała administracyjnie do województwa pilskiego.